# Karosa C 935
 (octobre 2020).
Si vous disposez d'ouvrages ou d'articles de référence ou si vous connaissez des sites web de qualité traitant du thème abordé ici, merci de compléter l'article en donnant les références utiles à sa vérifiabilité et en les liant à la section « Notes et références ».
Le Karosa C 935 est un autocar interurbain fabriqué et commercialisé de 1996 à 2001 par le constructeur tchèque Karosa, en collaboration avec Renault Véhicules Industriels. Destiné au marché des pays d'Europe de l'Est, il sera également utilisé en France pour du transport scolaire sous le nom Renault Récréo.
Il est lancé avec un moteur Renault ayant la norme européenne de pollution Euro 2.
Le C 935 / Récréo remplace le Karosa C 735 et indirectement les Renault S 45 RX, S 53 RX et S 105 RX. Il est remplacé par le Karosa/Irisbus Récréo C 955.

## Historique
En 1993, Renault Véhicules Industriels (RVI) signe un accord avec l'entreprise Karosa et détient 34 % des parts. En 1996, RVI étudie un projet d'un autocar 100 % scolaire : le constructeur français choisit donc le C 935 de chez Karosa, issu du modèle C 934 fabriqué un ans plus tôt. Il est rebaptisé Récréo, afin d'évoquer le mot Récréation. De grands groupes de transport comme Tourisme Verney, Veolia Transport ou Keolis l'adoptent et le personnalisent avec les options que proposera Renault. De nombreuses pièces proviendront du Renault Tracer.
Actuellement en France, plus aucun Récréo C 935 n'est utilisé. Après leur service, ils ont été revendus  en Roumanie, Pologne, Ukraine mais également dans des pays d'Afrique.

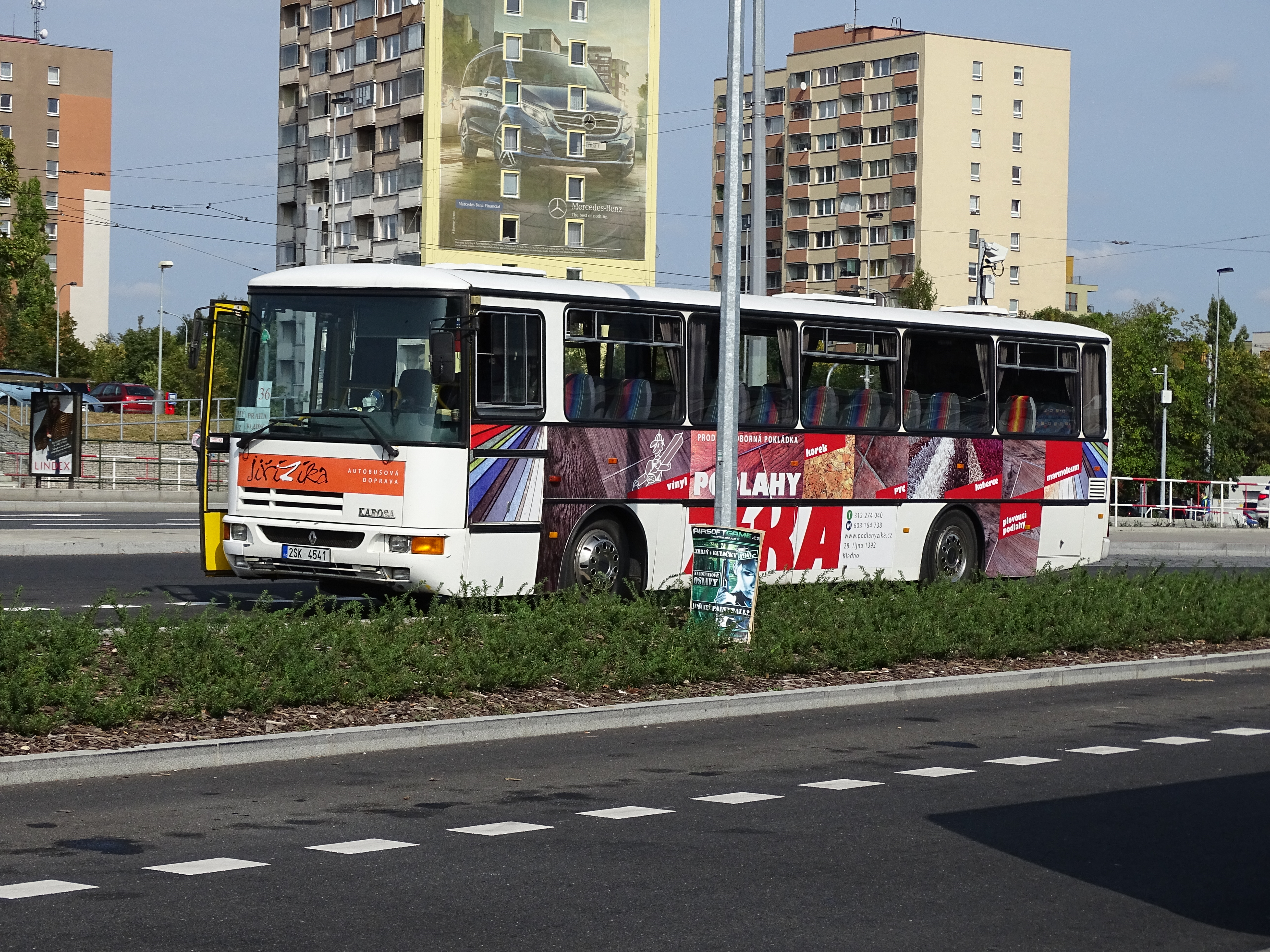
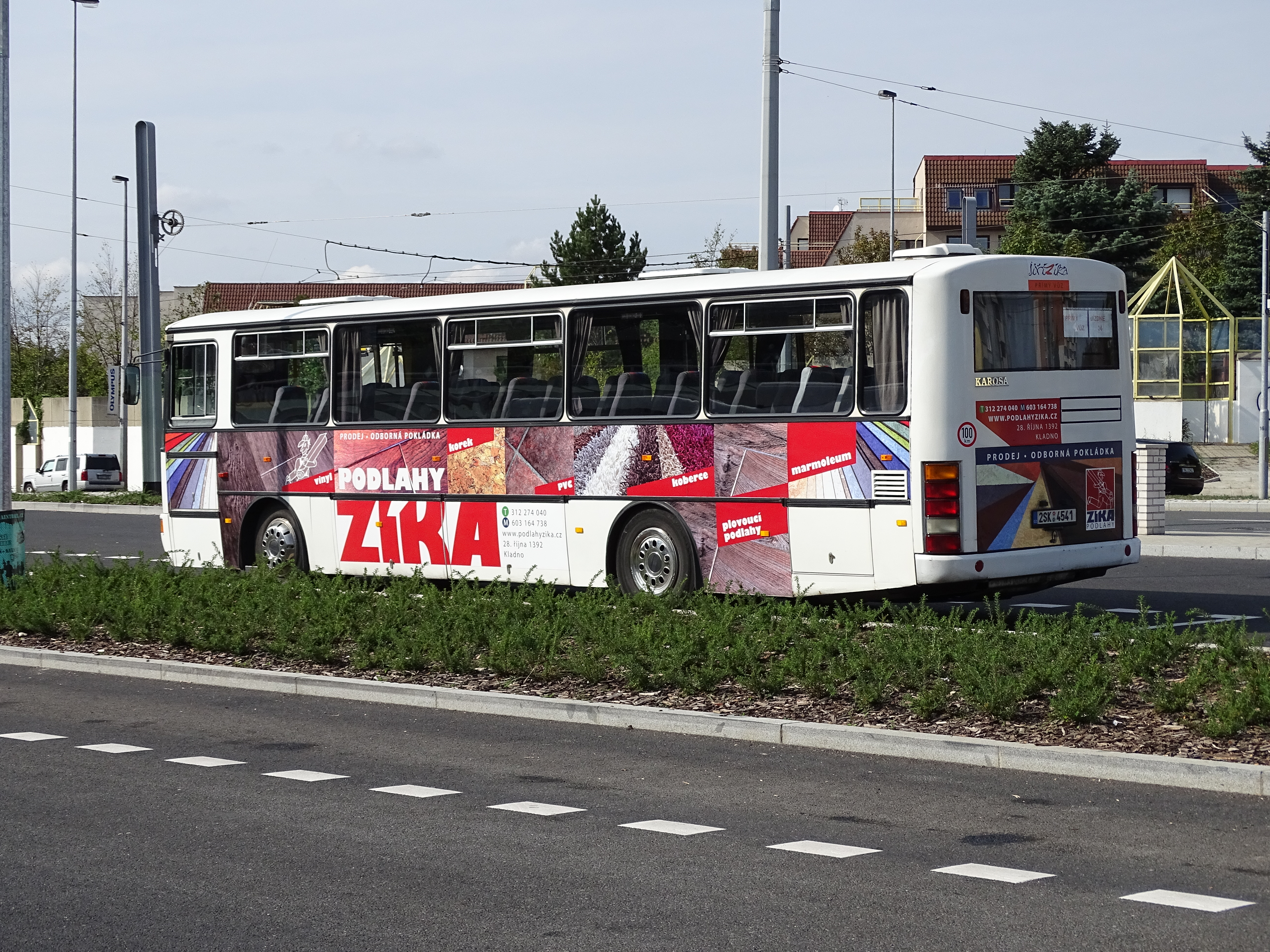
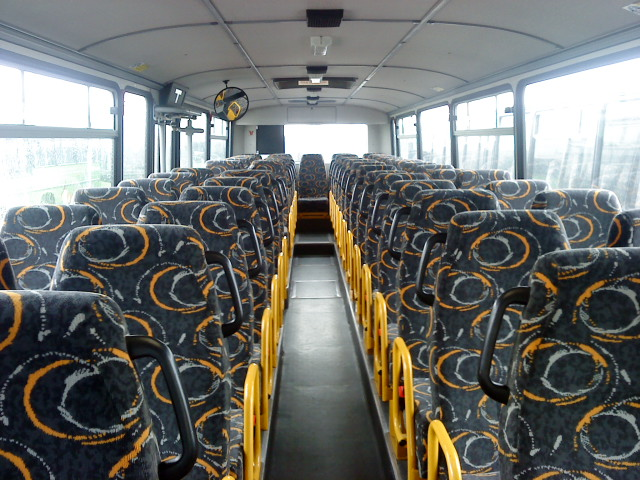
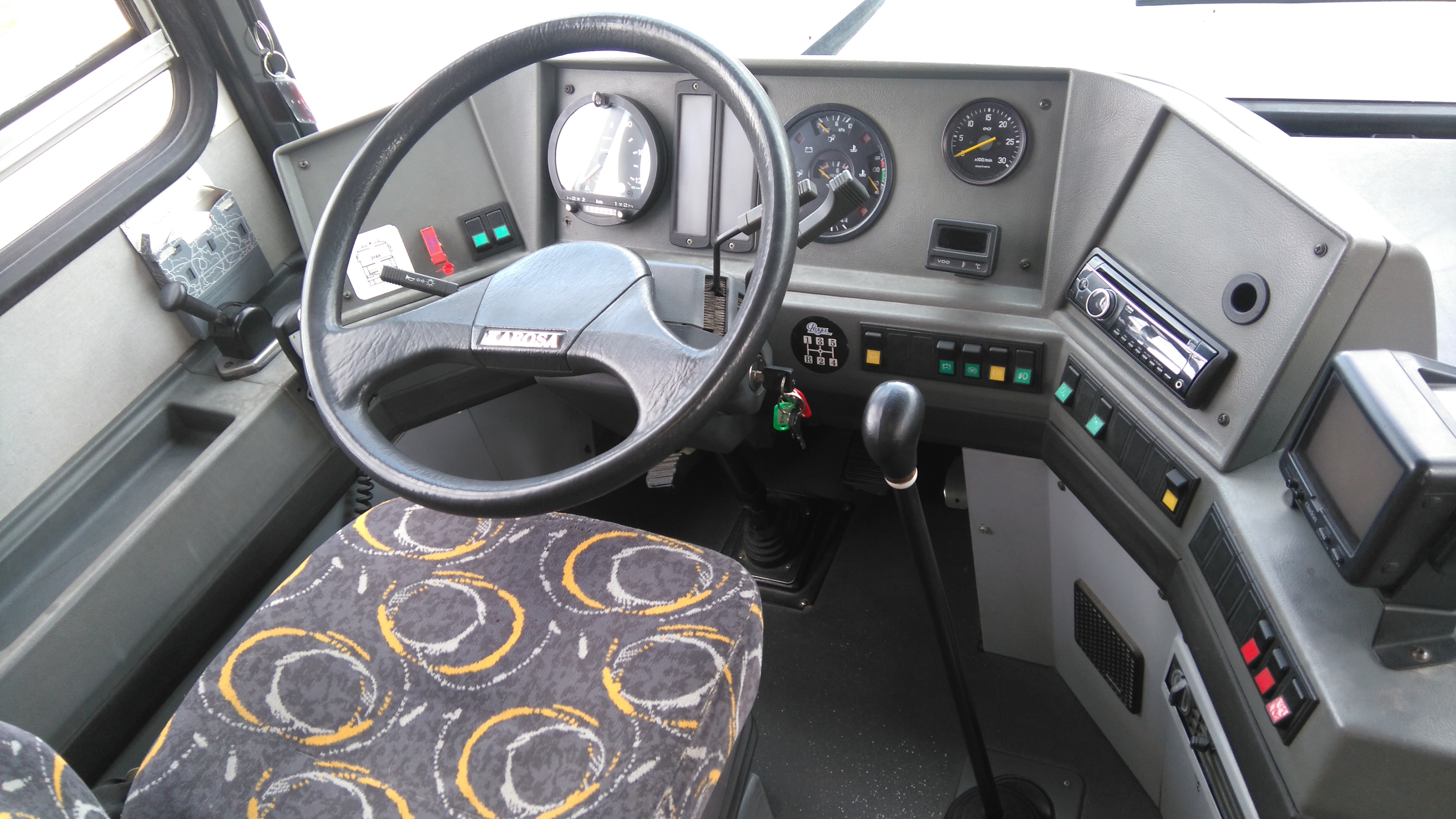

### Résumé du C 935 / Récréo
- 1996 : lancement du C 935.
- 1999 : lancement du C 935E.
- 2002 : arrêt définitif du modèle.

| Générations                  | Production | Dérivés de chez Karosa / Renault              | Modèles similaires    |
| ---------------------------- | ---------- | --------------------------------------------- | --------------------- |
| Karosa C 935 (1996 - 2002)   |            | Karosa C 934                                  |                       |
| Renault Récréo (1997 - 2002) |            | Renault Tracer Liberto ; Renault Ares Liberto | Mercedes-Benz Conecto |

## Désignation du modèle

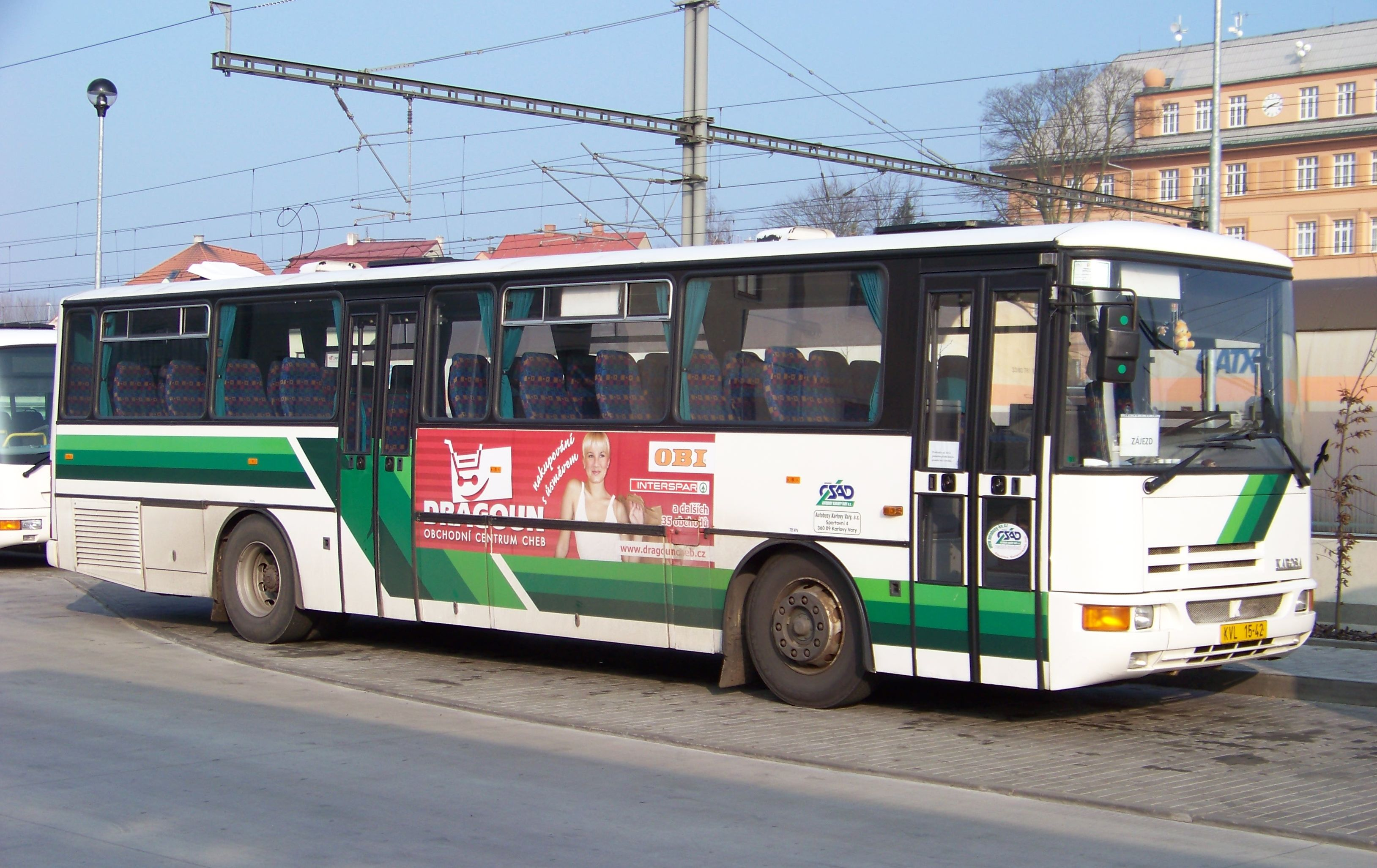
Karosa C 935.

- C = scolaires et interurbains (autocars).
- 9 = numéro de la série du véhicule (la nomenclature de produits d'ingénierie).
- 3 = longueur : environ 11 m.
- 5 = moyenne et/ou longue distance avec une boîte manuelle et un plus grand espace bagages (scolaire, interurbain et régional).

## Générations
Le C 935 / Récréo a été produit avec 1 génération de moteurs Diesel : 
- Euro 2 : d'octobre 1996 à octobre 2001.

## Les différentes versions
Les différences de toutes ces versions sont les portes, la position des soutes, l'aménagement intérieur et la face arrière (incliné ou droit). Les versions "Récréo" ont été commercialisées dans leurs pays d'origine ainsi qu'en France. Les versions ".1036" n'ont pas été commercialisées en France.

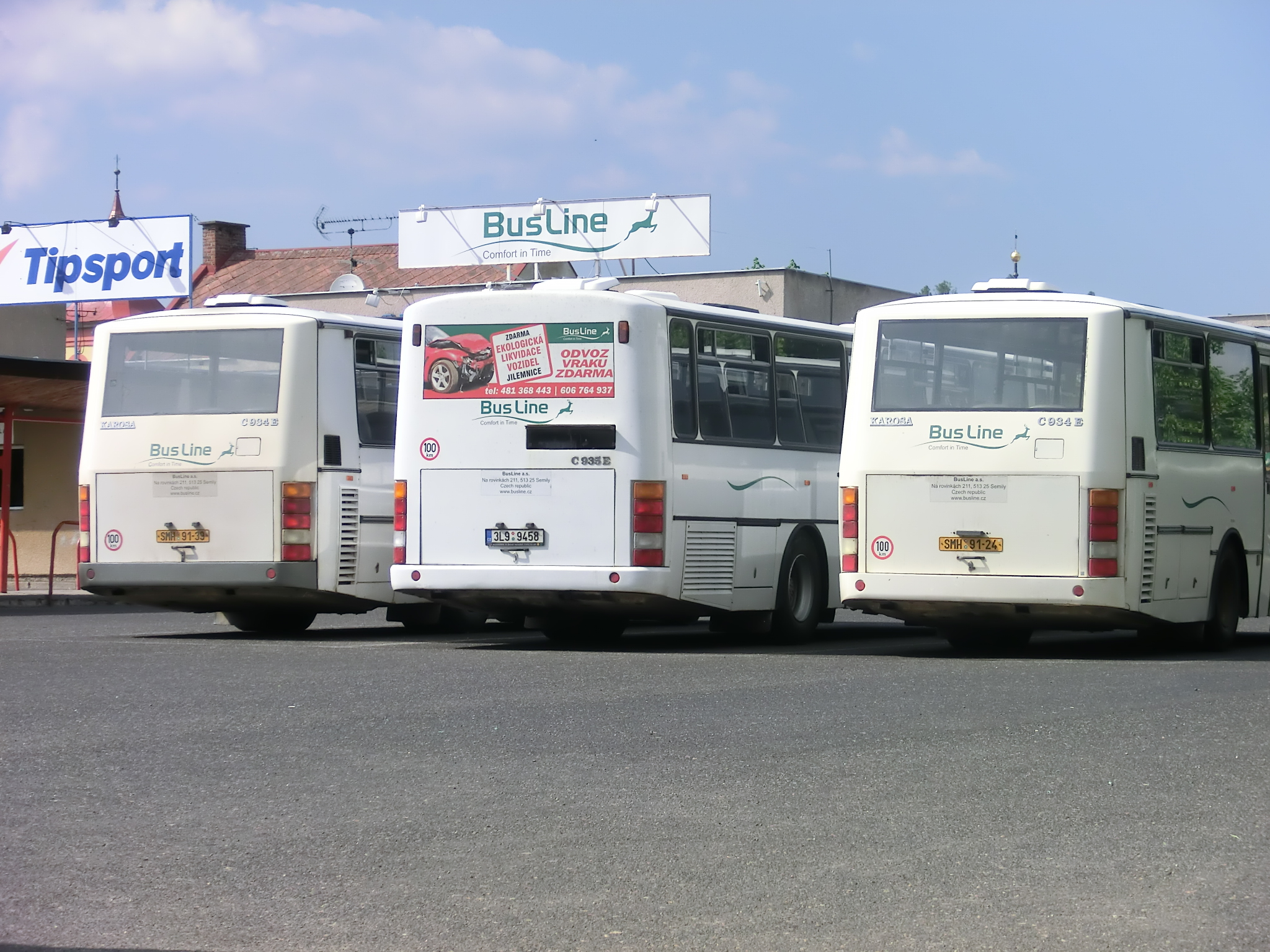
Faces arrière inclinée et droite.

### Karosa C 935
Il a été construit de 1996 à 1999.
- C 935.1036

### Karosa C 935E
Il a été construit de 1999 à 2001. Les portes et leurs mécanismes ont été modifiés.
- C 935E.1036 : face arrière inclinée.
- C 935E.1039 : face arrière droite.

### Renault Récréo
Il a été construit de 1997 à 2001 spécialement pour le marché français. À partir de 1999, la face arrière est droite.
- C 935.1034 Récréo

## Caractéristiques

### Dimensions et configuration
| \| \| Karosa C 935 Karosa C 935E \| Renault Récréo \| \| --------------------------------- \| -------------------------- \| --------------------------- \| \| Longueur \| 11 345 mm \| 11 345 mm \| \| Largeur (sans rétroviseurs) \| 2 500 mm \| 2 500 mm \| \| Hauteur (sans ventilation) \| 3 160 mm \| 3 160 mm \| \| Empattement \| 5 600 mm \| 5 600 mm \| \| Porte-à-faux \| \| \| \| Rayon de braquage \| \| \| \| Angle d'attaque / Fuite \| \| \| \| Masse à vide* \| 10 450 kg \| 10 450 kg \| \| P.T.A.C. \| 17 000 kg \| 19 000 kg \| \| Capacité : assis + debout = maxi* \| \| 49 assis (+1) 55 assis (+1) \| \| Rangement \| Soutes : 5 m3 \| Soutes : 5 m3 \| \| Portes \| 2 \| 2 \| \| Hauteur du plancher \| \| \| \| Réservoir à combustible \| \| \| * = variable selon l'aménagement intérieur. | L'entrée et la sortie se font à l'aide d'une paire de portes à double battant de 83 cm de large ; la première est située dans le porte-à-faux avant du bus, la seconde est placée dans l'empattement près de l'essieu arrière. Les sièges sont en tissus et pour les passagers, sont disposés en deux rangés de deux sur toute la longueur du car et sont fixés sur une marche d'une hauteur de 20 cm. Sur les premiers véhicules fabriqué, la banquette arrière disposait de quatre sièges, puis un cinquième sera ajouté quelque temps après ; pour les modèles à arrière plat, trois banquette de deux sièges ont pu être ajoutés. Contrairement au C 934, ce modèle ne dispose pas d'emplacement vide pour une poussette ou autres encombrants ni de racks à bagages. Les soutes ont un volume de 5 m3 et sont situées sous le plancher dans l'empattement. L'intérieur est éclairé par six blocs lumineux avec la possibilité d'alterner entre un éclairage vif ou tamisé pour les voyages de nuit. Les marches sont également éclairés lors de l'ouverture des portes. |                             |

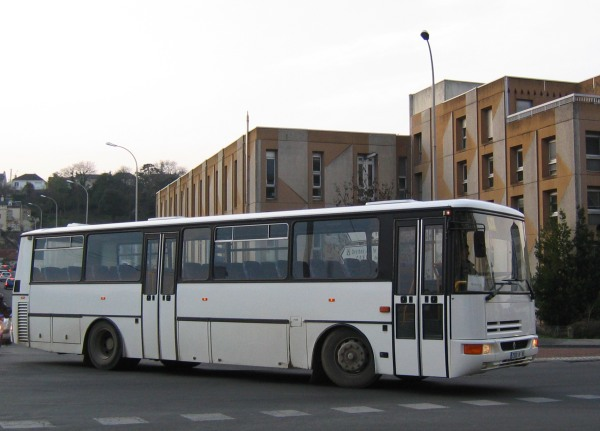
C 935.1034 Récréo d'avant 1999.

| | Karosa C 935 Karosa C 935E | Renault Récréo              |
| Longueur | 11 345 mm | 11 345 mm                   |
| Largeur (sans rétroviseurs) | 2 500 mm | 2 500 mm                    |
| Hauteur (sans ventilation) | 3 160 mm | 3 160 mm                    |
| Empattement | 5 600 mm | 5 600 mm                    |
| Porte-à-faux | |                             |
| Rayon de braquage | |                             |
| Angle d'attaque / Fuite | |                             |
| Masse à vide* | 10 450 kg | 10 450 kg                   |
| P.T.A.C. | 17 000 kg | 19 000 kg                   |
| Capacité : assis + debout = maxi* | | 49 assis (+1) 55 assis (+1) |
| Rangement | Soutes : 5 m3 | Soutes : 5 m3               |
| Portes | 2 | 2                           |
| Hauteur du plancher | |                             |
| Réservoir à combustible | |                             |

### Chaîne cinématique

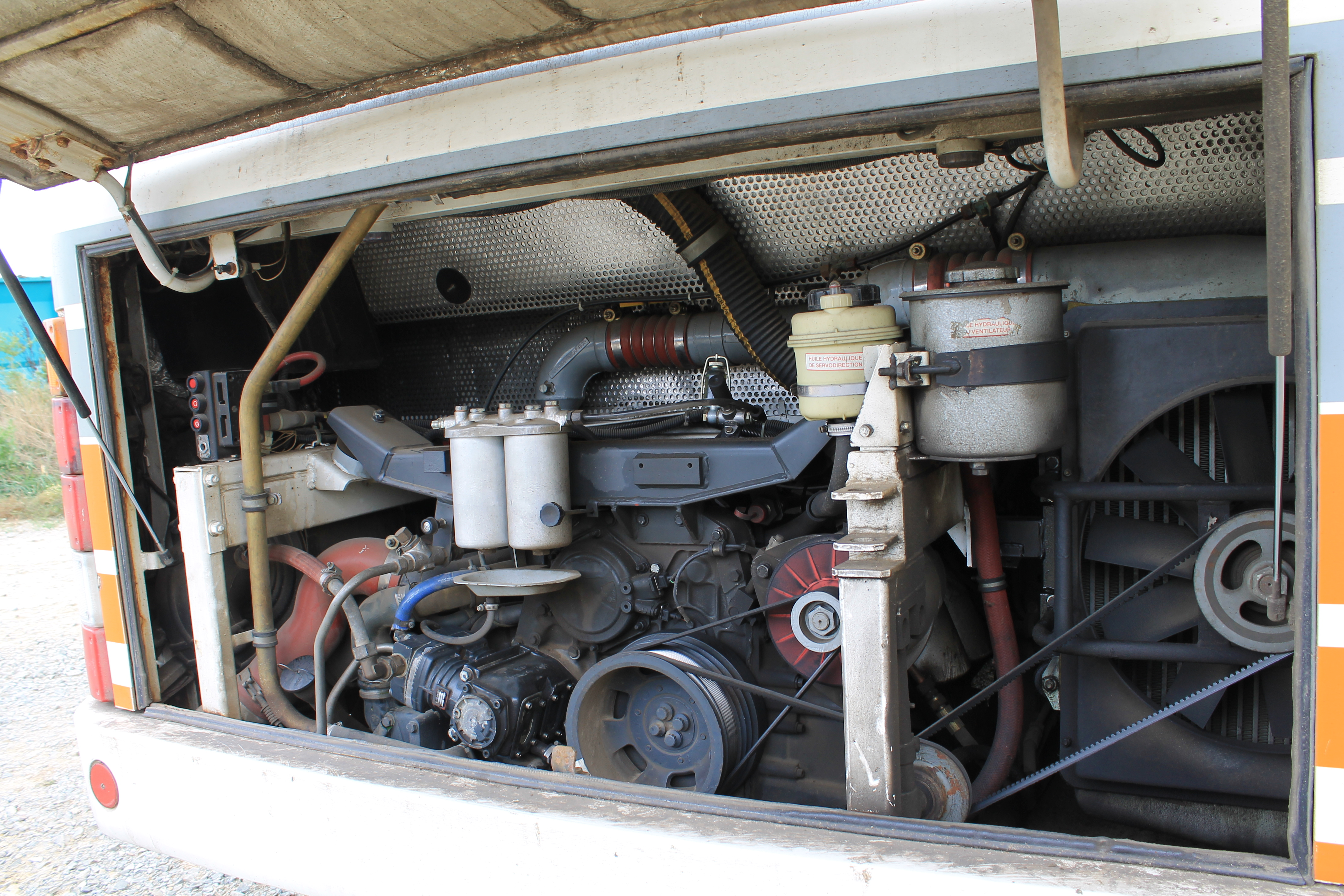
Moteur RVI MIHR 06.20.45.

Le moteur et la boîte de vitesses sont placés dans la partie arrière de car dans le porte-à-faux. Seul l'essieu arrière est propulsé et est constitué d'un bloc. L'essieu avant est indépendant. Tous les essieux sont montés sur suspension pneumatique.

#### Moteur
Les C 935 / Récréo n'ont eu qu'une seule motorisations gazole.
- Renault MIHR 06.20.45 A41 (Euro 2) six cylindres en ligne de 9,8 litres avec turbocompresseur développant 256 ch.

| Modèle                            | Construction | Moteur + Nom                                   | Norme Euro | Cylindrée         | Performance                    | Couple               | Vitesse maxi* | Consommation + CO2    |
| --------------------------------- | ------------ | ---------------------------------------------- | ---------- | ----------------- | ------------------------------ | -------------------- | ------------- | --------------------- |
| Karosa C 935 (Praga manuelle 5)   | 1996 - 2001  | 6 cylindres en ligne Renault MIHR 06.20.45 A41 | Euro 2     | 9 839 cm3 (9,8 L) | 188 kW (256 ch) à 2 000 tr/min | 580 N m à ... tr/min | 104 km/h*     | ... l/100 km ... g/km |
| Renault Récréo (Praga manuelle 5) | 1997 - 2001  | 6 cylindres en ligne Renault MIHR 06.20.45 A41 | Euro 2     | 9 839 cm3 (9,8 L) | 188 kW (256 ch) à 2 000 tr/min | 580 N m              | 104 km/h*     |                       |

* Bridé mécaniquement avec la boîte de vitesses.

#### Boite de vitesses
|        | Régime de ralentie | Vitesse de croisière | Vitesse maxi | Régime maxi  |
| ------ | ------------------ | -------------------- | ------------ | ------------ |
| Neutre | 500 tr/min         | -                    | -            |              |
| 1ère   | -                  | Au pas               | 20 km/h      | 2 500 tr/min |
| 2ème   | -                  | 15-25 km/h           | 40 km/h      | 2 500 tr/min |
| 3ème   | -                  | 30-40 km/h           | 68 km/h      | 2 500 tr/min |
| 4ème   | -                  | 50 km/h              | 89 km/h      | 2 500 tr/min |
| 5ème   | -                  | 75-90 km/h           | 104 km/h     | 2 500 tr/min |
| R      | -                  | Au pas               |              | 2 500 tr/min |

Le 5e rapport de la boite de vitesses Praga 5PS a été étudié afin que le véhicule ne puisse pas dépasser approximativement les 100 km/h.

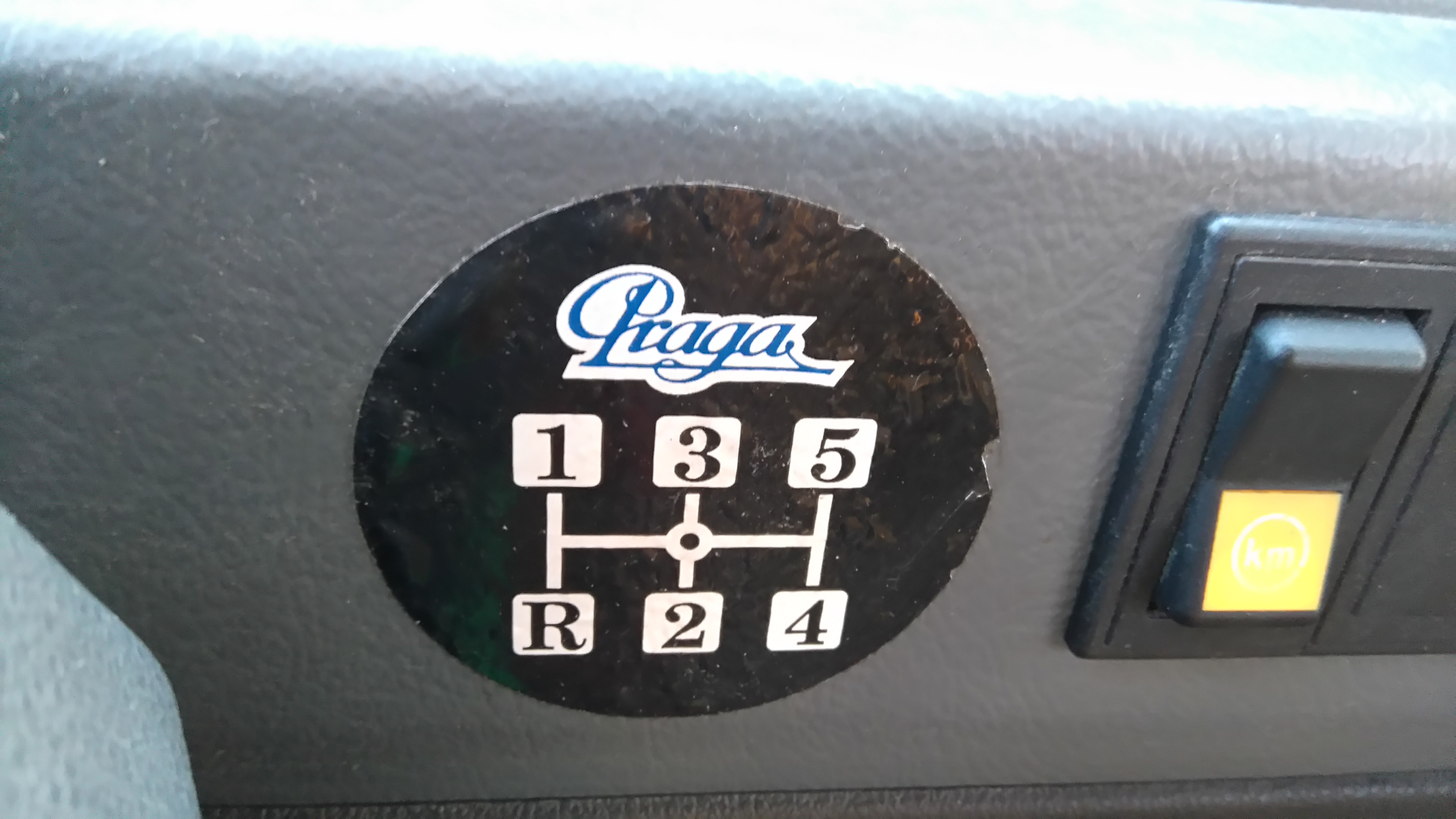
Boite Praga 5PS.

### Mécanique
La suspension est pneumatique, le freinage à tambours aux deux essieux. Un ralentisseur sur échappement s'ajoute au dispositif électromagnétique. Sa colonne de direction est issue du Renault Tracer.

### Châssis et carrosserie
Le châssis provient de la marque LIAZ. C'est une caisse autoportante faites de tubes en métal, identique au fameux Berliet PR 100, qui a une structure unique solidaire. Des tôles métalliques en alliage léger sont ensuite rivetée dessus ; le toit ainsi que les faces avant et arrière sont soudés à la structure puis les portes et les soutes sont assemblées. Le tout est ensuite peint à la couleur voulu. Vient ensuite l'assemblage des vitres, des pare-chocs qui sont eux en matériau composite (fibre de verre + résine polyester) et tous les autres éléments (moteur, aménagement intérieur, etc.). Les planchers (soutes et compartiment des passagers) sont eux des panneaux de fibres de bois à haute densité.

### Options et accessoires
Pour l'intérieur, le tableau de bord est simple mais suffisant pour du scolaire. Une sellerie spécifique sera désignée, la "Fala Récréo", mais il était disponible d'en choisir d'autres en option.
Girouette à pastilles, rideaux de baies latérales et de lunette arrière, vitres teintées, double vitrage, climatisation et caméra de recul sont en option. Le chauffage additionnel est également en option avec un réservoir de 35 l de Fioul, lui aussi en option. Il peut donc également fonctionner au gazole. Tous ces éléments proviennent du Renault Tracer.